# 汁物

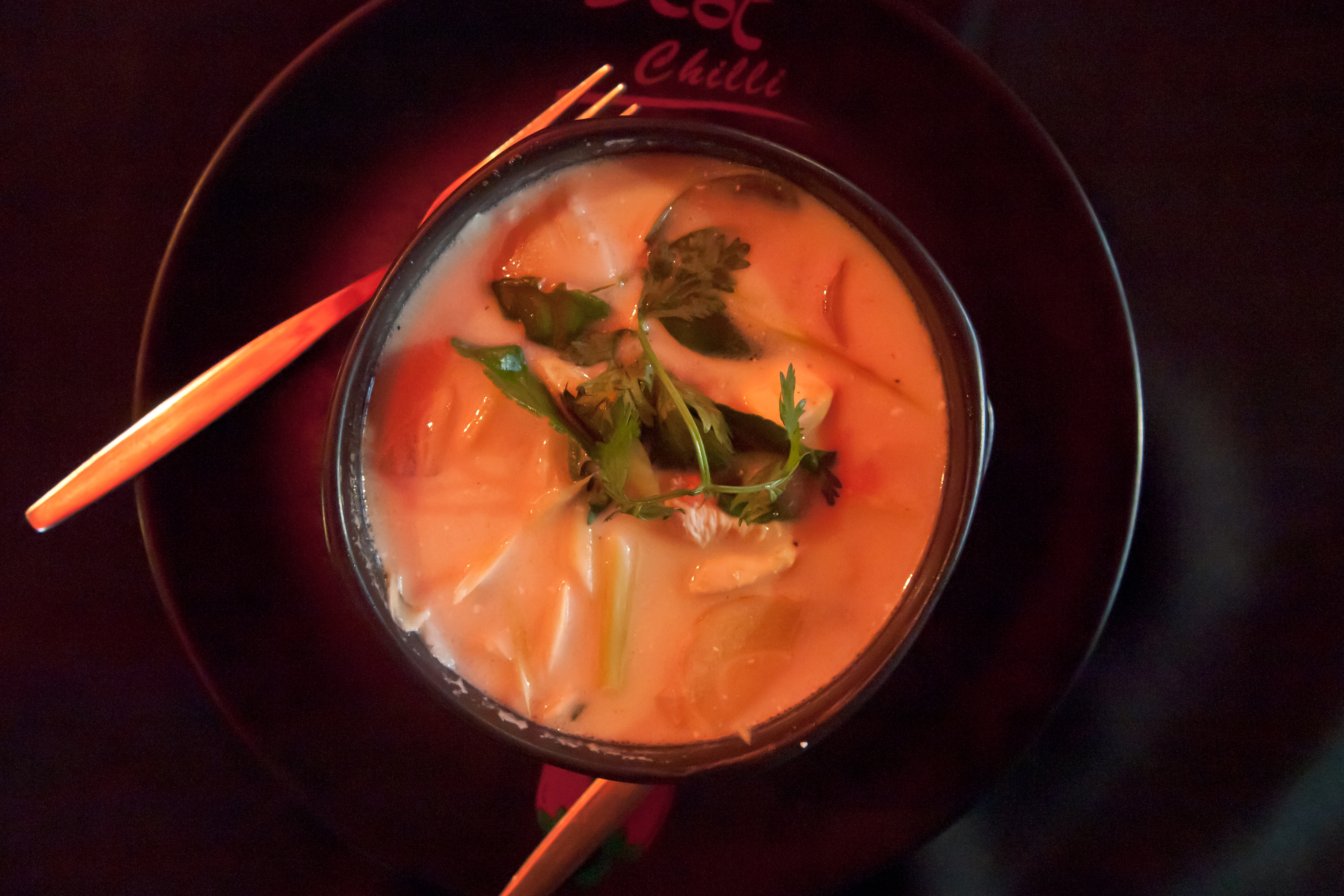
汁物

汁物，是日本料理中湯的總稱，使用已調味的湯加上配料，例如用麵豉調味味噌湯、豉油調味清湯和用鹽調味潮汁等不同種類的汁物。因此日本汁物的味道一般較濃。在日本奈良時代已有記載「あつもの」是一種熱湯，即是中國的羊肉羹的假名標記。在平安時代已開始使用「汁」作為延喜式的標記，其後在不同文學作品始見熟汁、温汁、冷汁等不同標記。在之後，汁物一直逐步發展至今，江戶時代發展出味噌湯。而現時的日本汁物已是五花百門，已是比較普遍的一種日本料理。